# Archive for History of Exact Sciences
«Archive for History of Exact Sciences» (рус. Архив по истории точных наук, общепринятое сокращение: Arch. Hist. Exact Sci.) — рецензируемый научно-исторический журнал, публикуемый международной издательской компанией Springer Science+Business Media. Выходит с 1960 года ежеквартально. Основная тематика журнала: история математики, история  астрономии, методы научного познания, философия науки — начиная от античности и вплоть до сегодняшнего дня.
Основателем журнала был американский математик Клиффорд Трусделл. В 2018 году редакторами являются Джед З. Бухвальд и Джереми Грей (Jeremy Gray). В журнале публиковались статьи многих крупнейших историков и философов науки.

## Реферирование и индексация
Журнал реферируется и индексируется в следующих изданиях.
- Science Citation Index
- Arts and Humanities Citation Index
- Scopus
- Mathematical Reviews
- Zentralblatt MATH
- EBSCO databases
- Academic OneFile
- Current Contents/Arts and Humanities
- Current Contents/Physical, Chemical and Earth Sciences
- Current Index to Statistics
- FRANCIS
- INIS Atomindex
- International Bibliography of Periodical Literature

По данным Journal Citation Reports, импакт-фактор журнала на 2011 год был 0.184.